# Anton Maunz
Anton Maunz (* 5. Dezember 1922 in Niklasdorf; † 22. Jänner 2005 ebenda) war ein österreichischer Landwirt und Politiker (ÖVP).
Vom 7. April 1965 bis zum 6. April 1970 sowie vom 11. Februar 1972 bis zum 3. Mai 1972 und vom 8. März 1973 bis zum 24. April 1974 gehörte er dem steirischen Landtag in zwei aufeinanderfolgenden Gesetzgebungsperioden als Landtagsabgeordneter an.

## Leben und Wirken
Anton Maunz wurde am 5. Dezember 1922 als Sohn des Bauern und Grundbesitzers Anton Maunz (vulgo Grabler; * 10. Jänner 1892 in Oberdorf bei St. Katharein an der Laming; † 6. September 1966 in Leoben) und dessen Ehefrau Maria (geborene Pucher; * 12. Juni 1897 in Sonnberg bei Tragöß) in Niklasdorf geboren und am 9. Dezember 1922 auf den Namen Anton getauft. Seine Eltern hatten am 16. Februar 1920 in Niklasdorf geheiratet. Am 22. Juli 1921 war sein älterer Bruder Josef Franz (1921–2013) zur Welt gekommen. Am 25. Jänner 1925 folgte der jüngere Bruder Franz Karl (1925–2009). Bereits im Folgejahr heiratete der Vater, der unter anderem auf der Sonnschienalm im Hochschwabgebiet eine Almwirtschaft (vulgo Großmoser) betrieb, am 8. Februar in Niklasdorf die ebenfalls aus Tragöß kommende Grundbesitzerstochter Johanna Illmaier. Die Familie lebte zu dieser Zeit in der Ortschaft Foirach (Nr. 8) und bewirtschaftete hier einen landwirtschaftlichen Betrieb. Die Großeltern väterlicherseits waren der Bauer und Grundbesitzer Sebastian Maunz (* 10. Jänner 1837 in Tragöß), der auch Brucker Bezirksvertretung angehörte, und dessen Ehefrau Anna (geborene Schwaberger; * 9. Juli 1857 in Trofaiach), die dieser am 24. Februar 1873 in St. Katharein geehelicht hatte. Anton Maunz’ Mutter war die uneheliche Tochter einer Magd.
Maunz besuchte fünf Jahre lang die Volksschule in seinem Geburtsort und danach drei Jahre lang die Hauptschule im nahen Leoben, in dem er am 13. Mai 1934 auch von Fürstbischof Ferdinand Stanislaus Pawlikowski gefirmt wurde. Nachdem er seine Schulzeit abgeschlossen hatte, arbeitete er bis 1942 am elterlichen Hof und musste im Zuge des Zweiten Weltkrieges seinen Kriegsdienst antreten. In weiterer Folge wurde er sowohl an der Ost-, als auch der Westfront eingesetzt, wurde zweimal verwundet und geriet im Jahre 1945 in der sogenannten Festung Königsberg in russische Kriegsgefangenschaft, aus der er erst nach zweieinhalb Jahren wieder heimkehrte. So kam er 1947 wieder an den Hof der Eltern zurück und begann schon bald seine politische Tätigkeit mit dem Beitritt zur Partei und zum Bauernbund. Am 23. Februar 1952 heiratete er in Niklasdorf standesamtlich und kirchlich eine Katharina Aichbauer. Innerhalb von Partei und Bauernbund bekleidete Maunz in den 1950er und 1960er Jahren zahlreiche verschiedene regionalpolitische Funktionen und war in dieser Zeit unter anderem Ortsparteiobmann aber auch Bezirksobmann. In der Gemeinde Niklasdorf gehörte er einige Zeit auch dem Gemeinderat an und fungierte als ÖVP-Mitglied als Vizebürgermeister der obersteirischen Marktgemeinde.
Im Zuge der Landtagswahl 1965 schaffte Maunz den Einzug in den steirischen Landtag, dem er über die gesamte VI. Gesetzgebungsperiode (11. Februar 1972 bis 3. Mai 1972) angehörte. In der nachfolgenden VII. Gesetzgebungsperiode gehörte er dem Landtag in den Zeiträumen 11. Februar 1972 bis 3. Mai 1972 und 8. März 1973 bis 24. April 1974 als Landtagsabgeordneter an. Während seiner Zeit als Abgeordneter hatte er diverse wichtige Funktionen inne; darunter im Kontrollausschuss sowie im Verkehrs- und Volkswirtschaftsausschuss. In seiner Heimatgemeinde hatte der weiterhin als Landwirt tätige Maunz im Jahre 1971 die A. Maunz KG gegründet.
Am 22. Jänner 2005 starb der bis zuletzt in Foirach (Nr. 97) lebende Maunz im Alter von 82 Jahren in seinem Geburts- und Heimatort und wurde auf dem Ortsfriedhof beerdigt.